# Доле под Свето Тројицо
Доле под Свето Тројицо (словен. Dole pod Sveto Trojico) је насељено место у општини Моравче, Средњесловенска регија, Словенија.

## Историја
До територијалне реорганизације у Словенији било је у саставу старе општине Домжале.

## Становништво
У попису становништва из 2011. године, Доле под Свето Тројицо је имало 13 становника.
| Број становника према пописима | Број становника према пописима | Број становника према пописима |
| ------------------------------ | ------------------------------ | ------------------------------ |
| 1991                           | 2002                           | 2011                           |
| 10                             | 14                             | 13                             |

Напомена: Од 1955. до 1992. исказивано под именом Доле под Тројицо када му се врати старо име.